# 신온센정
신온센정(일본어: 新温泉町)은 일본 효고현에 있는 미카타군의 정이다. 다지마 현민국의 관할 지역이다. 2005년 10월 1일에 하마사카정과 온센정이 합병해 성립했다.

## 지리
효고현 및 긴키 지방의 최북서단에 위치한 정이다. 서쪽은 돗토리현에 접하고 북쪽은 동해에 접하고 있다. 해안은 산인 해안 국립공원으로 지정되어 있는 것 외에 국가 명승 천연기념물 "다지마 미호노우라"로 지정되어 있다. 또 남부 산악 지대는 효노센 우시로야마 나기산 국립공원 및 다지마 산악 현립 자연공원으로 지정되어 있어 경승지가 많다. 취락은 해안 및 기시다강 수계의 하천을 중심으로 펼쳐져 있고 남부의 산간부에는 유무라 온천이 있다.

## 역사
2005년 10월 1일에 하마사카정과 온센정이 합병해 성립했다.

## 인구
2010년 센서스에서 전회 조사와 비교한 인구 증감을 보면, 신온센정의 인구는 8.32% 감소한 16,014명이며 증감률은 현내 41개 시정촌 중 49개 행정구역 중 모두 최하위이다.

## 교통

### 철도
- 서일본 여객철도 산인 본선

### 도로
- 국도 9호선
- 국도 178호선